# Três Forquilhas
Três Forquilhas is een gemeente in de Braziliaanse deelstaat Rio Grande do Sul. De gemeente telt 3.128 inwoners (schatting 2009).